# Железный человек (роман)
«Железный человек: детская история в пять ночей» (англ. The Iron Man: A Children's Story in Five Nights) или «Железный человек» (англ. The Iron Man) — британский научно-фантастический роман Теда Хьюза, опубликованный в 1968 году издательством «Faber and Faber» с иллюстрациями Джорджа Адамсона. Охарактеризованный как «современная сказка», роман рассказывает историю неожиданного появления в Англии человекоподобного робота, который, приземлившись недалеко от деревни, разрушает фермерскую технику, прежде чем подружиться с людьми и защитить мир от угрозы из космоса. Продолжение романа, «Железная женщина», было написано Хьюзом в 1993 году.
Первое североамериканское издание было опубликовано в 1968 году с иллюстрациями Роберта Надлера. Название книги в Америке было изменено на «The Iron Giant» (Стальной гигант), чтобы избежать путаницы с Железным человеком от «Marvel Comics».
В 1985 году «Faber and Faber» опубликовали новое издание с иллюстрациями Эндрю Дэвидсона, за которые Хьюз и Дэвидсон выиграли Премию Курта Машлера.
На русском языке книга была впервые издана только в конце 2015 года издательством «Карьера Пресс» с иллюстрациями Дэвидсона в переводе Марии Галиной.

## Сюжет
Железный человек появляется, казалось бы, из ниоткуда, и его внешний вид подробно описан человеку. Чтобы выжить, он питается местным оборудованием из металла. Когда фермеры обнаруживают свои разрушенные трактора и экскаваторы, они устанавливают ловушки в виде закрытой ямы, на которой устанавливают красный грузовик в качестве приманки. Хогарт — местный мальчик, заманивает Железного Человека в ловушку. План удаётся — Железный Человек попался. Следующей весной, Железный Человек вырывается из ямы. Чтобы задержать его на пути, мальчик — Хогарт берет на себя ответственность и приносит Железному Человеку металлический лом. Железный человек обещает больше не причинять неприятностей местным жителям, пока никто не беспокоит его. Время проходит, и Железный Человек был обнаружен одним из учёных сообщества. Однако астрономы, наблюдающие за небом, обнаруживают пугающее и новое открытие; огромное космическое существо, напоминающее дракона, движущееся с орбиты на Землю. Существо (вскоре получившее название «Пространственно-Падший-Ангел-Дракон») сильно врезается в Австралию и поедает всё на своём пути.
В ужасе люди посылают свои армии, чтобы уничтожить дракона, но он оказался бессмертным и невредимым. Когда Железный Человек узнаёт об этой глобальной угрозе, он летит в Австралию, где он бросает вызов существу. Если Железный Человек сможет выдержать тепло горения нефти дольше, чем Дракон, который может выдержать тепло Солнца, существо падёт и будет исполнять команды Железного Человека; если Железный Человек растает или побоится испытать тепло горения нефти, перед тем, как Дракон подвергнется Солнцу, то существо сожрёт всю Землю. После игры в два раунда дракон так сильно сожжен, что он больше не выглядит физически пугающим. У Железного Человека, напротив, есть только деформирование, чтобы блокировать чувство боли. Инопланетное существо терпит поражение.
Когда его спросили, почему он пришел на Землю, инопланетянин показывает, что он мирный «Звёздный дух», который испытал волнение в отношении текущих взглядов и звуков, порождённых жестокой войной человечества. В своей жизни он был певцом «музыкальной сферы»; гармония такого рода, которая удерживает космос в балансе и стабильном равновесии. Железный Человек приказывает Звездному Духу спеть жителям Земли. Дух летит прямо за закатом, чтобы успокоить человечество. Красота его музыки отвлекает население от его эгоцентризма и склонности к борьбе, вызывая первый, всемирный и прочный мир.

## Адаптация
- В 1985 году, история была показана несколько раз на BBC и Jackanory, когда она была прочитана Томом Бейкером.
- В 1989 году гитарист Пит Тауншенд из рок-группы The Who выпустил адаптацию рок-оперы, «The Iron Man: A Musical».
- В 1999 году студия «Warner Brothers» выпустила анимационный фильм «Стальной гигант» режиссёра Брэда Бёрда и соавтора Пита Тауншенда.